# Otto Czernin
Otto Czernin (* 27. August 1875 in Dimokur, Bezirk Poděbrad; † 14. Juni 1962 in Salzburg; geboren als Otto Rudolf Theobald Ottokar Maria Graf Czernin von und zu Chudenitz) war ein Diplomat Österreich-Ungarns vor und in der Zeit des Ersten Weltkrieges.

## Herkunft und Familie
Czernin entstammte dem alten böhmischen und österreichischen Hochadelsgeschlecht der Grafen Czernin von und zu Chudenitz. Theobald Graf Czernin (1836–1893) und Anna Maria geb. von Westphalen zu Fürstenberg (1850–1924) waren seine Eltern. Er war jüngerer Bruder des k.u.k. Minister des Äußeren Ottokar Czernin.
Am 27. Juli 1903 heiratete Otto Czernin in London Lucy Katherine Beckett (* 1884), Tochter von Ernest William Beckett, 2. Baron Grimthorpe. Die Ehe wurde kurz nach Kriegsausbruch 1914 wieder geschieden. 1939 heiratete er in Preßburg Marialisa Pfeiffer (1899–1983).
Söhne aus der ersten Ehe:
- Paul (* 1904) ⚭ 1935 Elisabeth Freiin von Gudenus (* 1914)
- Edmund (* 1907)
- Manfred (1913–1962) ⚭ Maud Hamilton, Scheidung 1947

Manfred ging nach der Scheidung der Eltern mit der Mutter nach Italien und wurde im Vereinigten Königreich ausgebildet. Manfred war RAF-Pilot und ab 1943 Mitglied des britischen Geheimdienstes Special Operations Executive (SOE) und verantwortlicher Offizier für Einsätze in Österreich.

## Leben
Nachdem Otto Czernin an der Diplomatenakademie, dem Theresianium studiert hatte, trat er in den auswärtigen Dienst Österreich-Ungarns ein und wurde als Botschaftssekretär nach London und 1904 nach Rom entsandt. Dort war er unter anderem Provisor im Verwaltungsrat des Päpstliches Institut Santa Maria dell’Anima.
Sein Lehrmeister war der spätere Außenminister Alois Lexa von Ährenthal, dessen aktivistische expansive Politik er, etwa in der Bosnischen Annexionskrise unterstützte.
Vor Beginn des Krieges war er Legationsrat und interimistischer Geschäftsträger (Botschafter) an der Botschaft in Sankt Petersburg und als direkter Verhandlungspartner des russischen Außenministers Sasonow unmittelbar an der Julikrise und damit der Entstehung des Ersten Weltkrieges beteiligt.
Zurück in Wien wurde Czernin in der Nachrichtenabteilung der k.u.k. Armee verwendet und informierte sich bei zahlreichen Frontbesuchen über die wirkliche Lage, wobei er nach Möglichkeit auch an Kampfhandlungen teilnahm.
Als Gesandter der Monarchie in Sofia vom Jänner 1917 bis 4. November 1918 hatte Czernin wesentlichen Einfluss auf die Politik Bulgariens innerhalb des Mittelmächte-Bündnisses. Der „schöne Graf“ war nach Meinung vieler der bessere Diplomat, als sein charismatischer, sprunghafter Bruder Ottokar.
Nach dem Krieg schied Czernin 1919 aus dem Staatsdienst aus und vertrat die Interessen der adeligen deutschsprachigen Landbesitzer in der Tschechoslowakei. Er und seine Standesgenossen versuchten weitgehend erfolglos Enteignungen abzuwehren und angloamerikanisches Kapital zu gewinnen.
In den 1930ern sympathisierte er offenbar mit der NSDAP, denn er veröffentlichte im Dezember 1933 als Gesandter in Ruhe einen Beitrag in der Hetzzeitschrift Der Stürmer unter dem „aggressiven Titel“ Pan-Juda im Kleide Pan-Europas. Nach dem Zweiten Weltkrieg näherte sich Otto Czernin in zahlreichen Begegnungen mit Otto von Habsburg in Bayern wieder der Paneuropabewegung und den Habsburgern an.